# Nowyj Tap
Nowyj Tap (ros. Новый Тап) – osiedle w Rosji, w obwodzie tiumeńskim, w rejonie jurgińskim. W 2010 liczyło 1217 mieszkańców.